# Diplapion
Diplapion – rodzaj chrząszczy z rodziny pędrusiowatych, podrodziny Apioninae i plemienia Ceratapiini.
Takson ten opisany został w 1916 roku przez Edmunda Reittera. Dawniej traktowany był jako podrodzaj z rodzaju Apion.
Chrząszcze o wyraźnie owłosionych przedpleczu i pokrywach. Czułki grube, o drugim członie biczyka zbliżonym grubością do pierwszego. Na czole obecne dwa V-kształtnie połączone rowki. Rowki pokryw wgłębione.
Należą tu gatunki:
- Diplapion confluens (W. Kirby, 1808)
- Diplapion detritum (Mulsant & Rey, 1858)
- Diplapion nitens (Schilsky, 1901)
- Diplapion sareptanum (Desbrochers, 1867)
- Diplapion squamuliferum (Desbrochers, 1891)
- Diplapion stolidum (Germar, 1817)
- Diplapion westwoodi (Wollaston, 1864)

W Polsce występują D. confluens, D. detritum, D. stolidum.